# Enercon

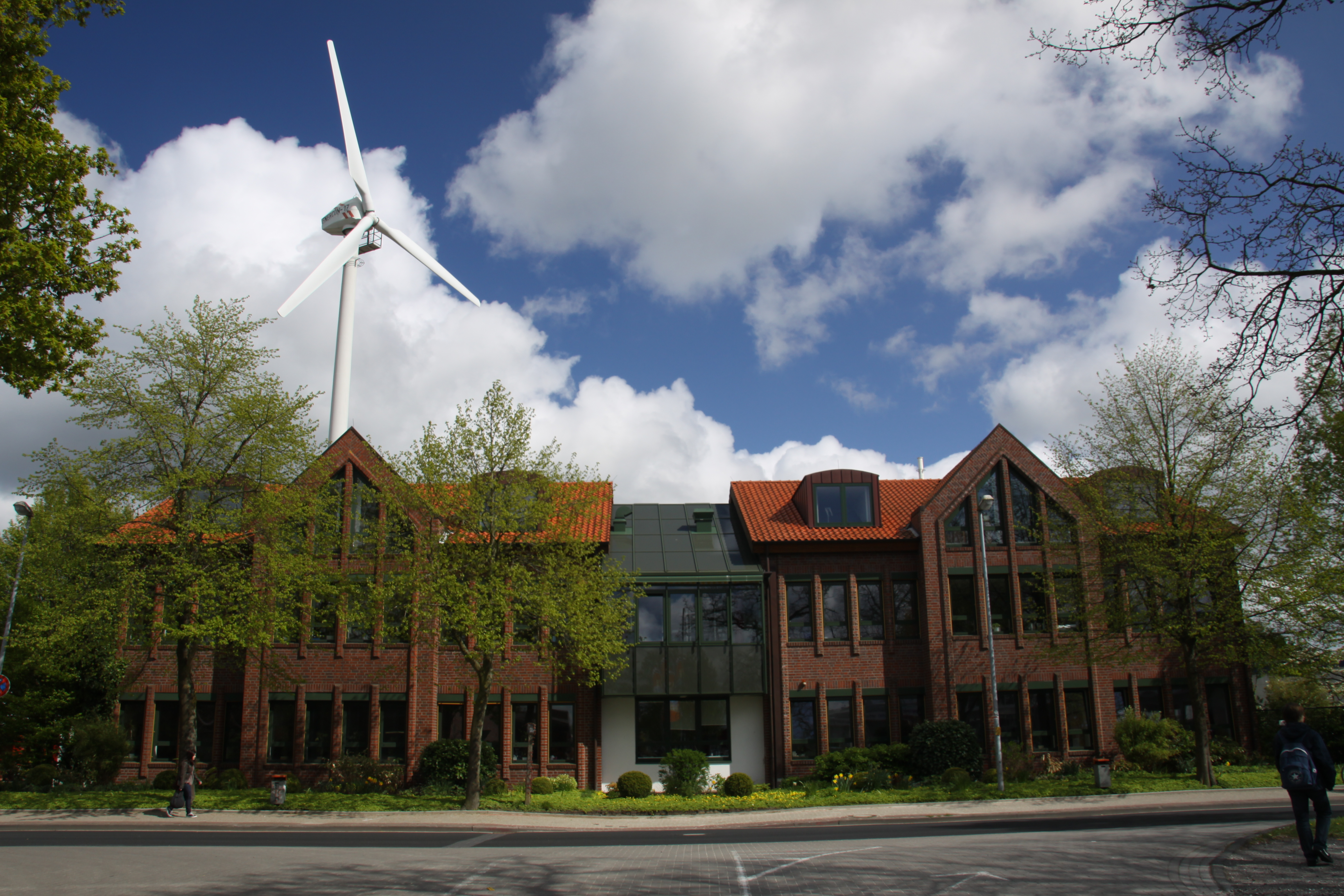
Hauptsitz in Aurich

Die UEE Holding SE & Co. KG ist die Konzernobergesellschaft der Enercon-Gruppe (Eigenschreibweise: ENERCON), einem deutschen Hersteller von Windkraftanlagen mit Sitz in Aurich. Im Außenauftritt wird nur die Marke ENERCON verwendet.
Enercon hat Vertriebsstandorte in 25 Ländern und betreibt sechs eigene Produktionsstätten.
Das Unternehmen wurde 1984 von Aloys Wobben in Aurich gegründet und war 2024 der drittgrößte Hersteller von Windenergieanlagen in Deutschland nach Marktanteil.

## Unternehmensprofil

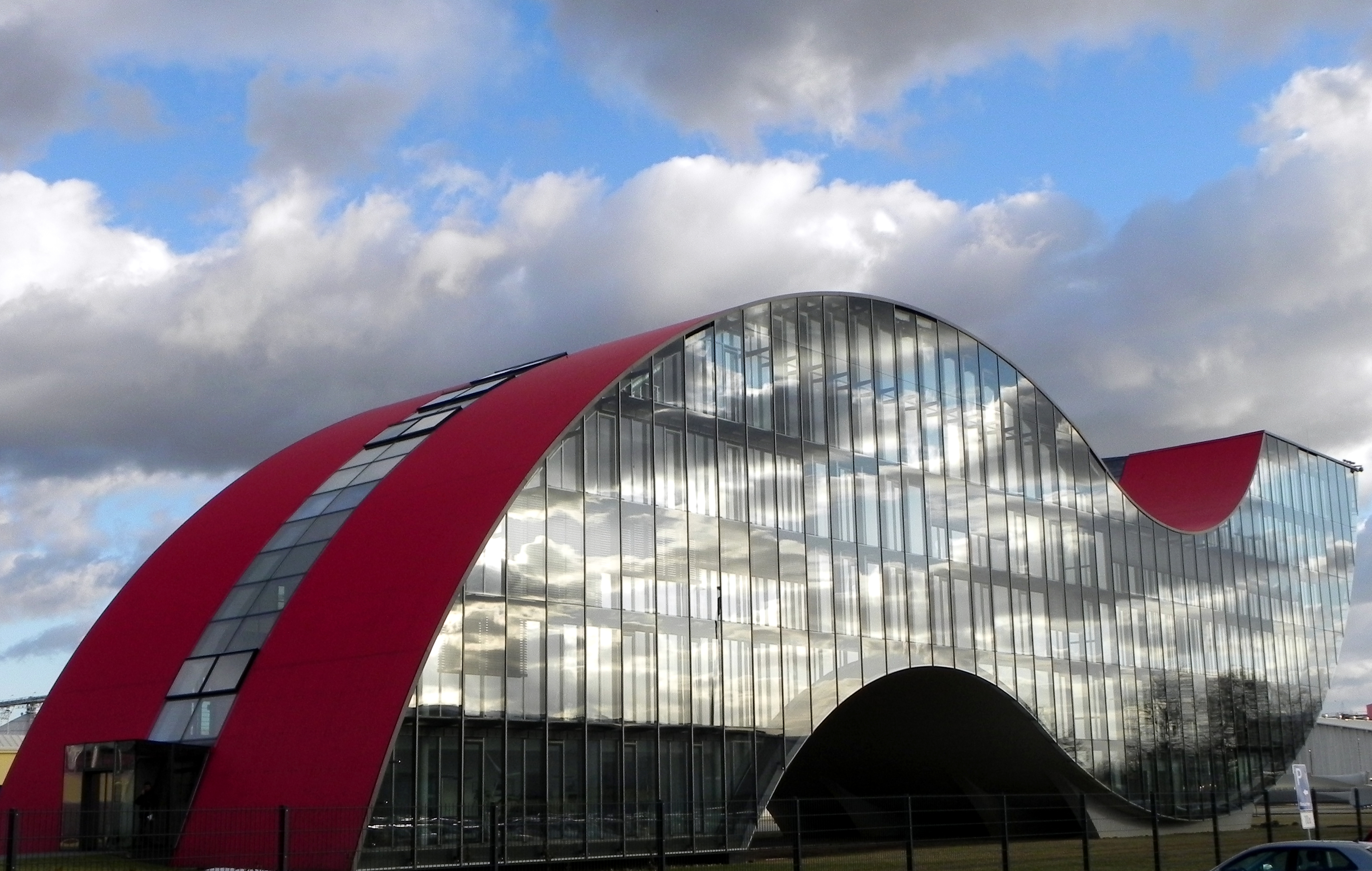
Enercon-Geschäftshaus in Magdeburg

### Enercon im Weltmaßstab
Weltweit beschäftigt die Enercon-Unternehmensgruppe mit zahlreichen Tochterunternehmen über 14.000 Beschäftigte. Das Unternehmen besitzt über 45 % der Patente im Bereich der Windenergietechnologie weltweit. Enercon ist unter den sieben führenden WEA-Herstellern (die einen kumulierten Marktanteil von über 90 % haben) die einzige nicht-börsennotierte Kapitalgesellschaft.
Im Jahr 2013 war Enercon der weltweit drittgrößte Hersteller mit einem Marktanteil von 9,8 % nach neu installierter Windenergieleistung, 2015 mit ca. 3 GW der sechstgrößte, 2017 mit 3,1 GW nach Vestas, Siemens Gamesa, Goldwind und GE Wind Energy fünftgrößter für On-shore-Anlagen. Bis September 2023 installierte das Unternehmen in über 50 Ländern mehr als 32.000 Windkraftanlagen mit einer kumulierten Leistung von mehr als 60 GW. Enercon ist seit mehreren Jahren Marktführer in Deutschland, allerdings mit rückläufigen Marktanteilen. 2013 betrug dieser 49 %, sowie 43 % im Jahr 2014 und 37,3 % im Jahr 2015.

### Firmenstruktur
Unter dem Dach der UEE Holding SE & Co. KG („Unendlich Erneuerbare Energien“) gruppieren sich – neben der nach außen auftretenden ENERCON GmbH – etwa 450 nationale und internationale Firmen. Hierunter fallen ausgegliederte Dienstleistungsbereiche wie IT, Logistik und Service, diverse Kraftwerks- und Windparkbeteiligungen sowie ganze Produktionswerke und exklusive Zulieferbetriebe. Nach Recherchen von Panorama 3 gibt es in Deutschland mehr als 30 Tochtergesellschaften und Firmen, die nur für Enercon arbeiten. Im Zuge dieser Recherchen und der so genannten Panama Papers wurde der Vorwurf laut, dass das undurchsichtige Firmennetzwerk Enercons mit verschiedenen Mutterkonzernen in Steueroasen der bewussten Verschleierung der Eigentümer-Strukturen dienen könne.

### Produktionsstätten

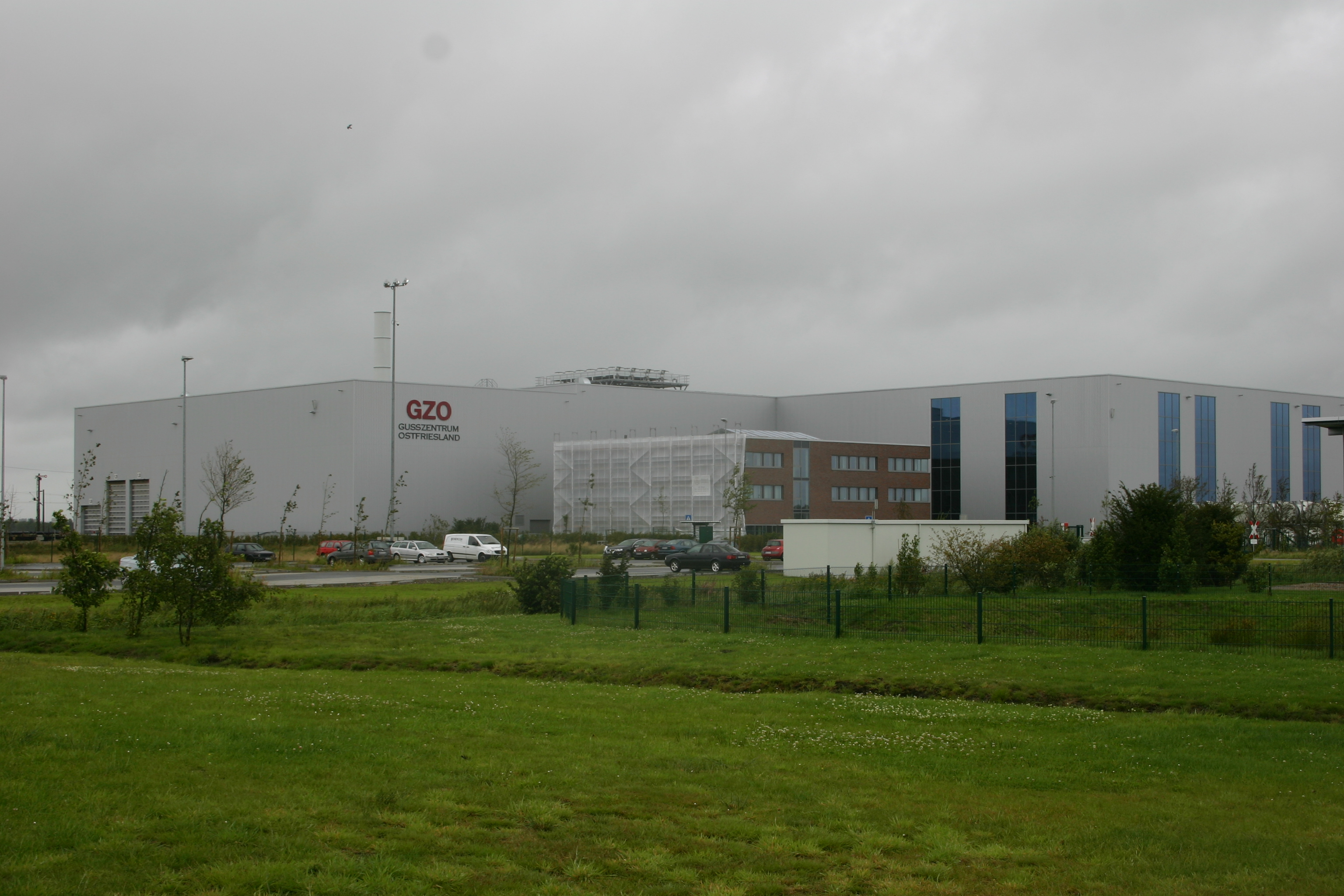
Gussfabrik in Georgsheil

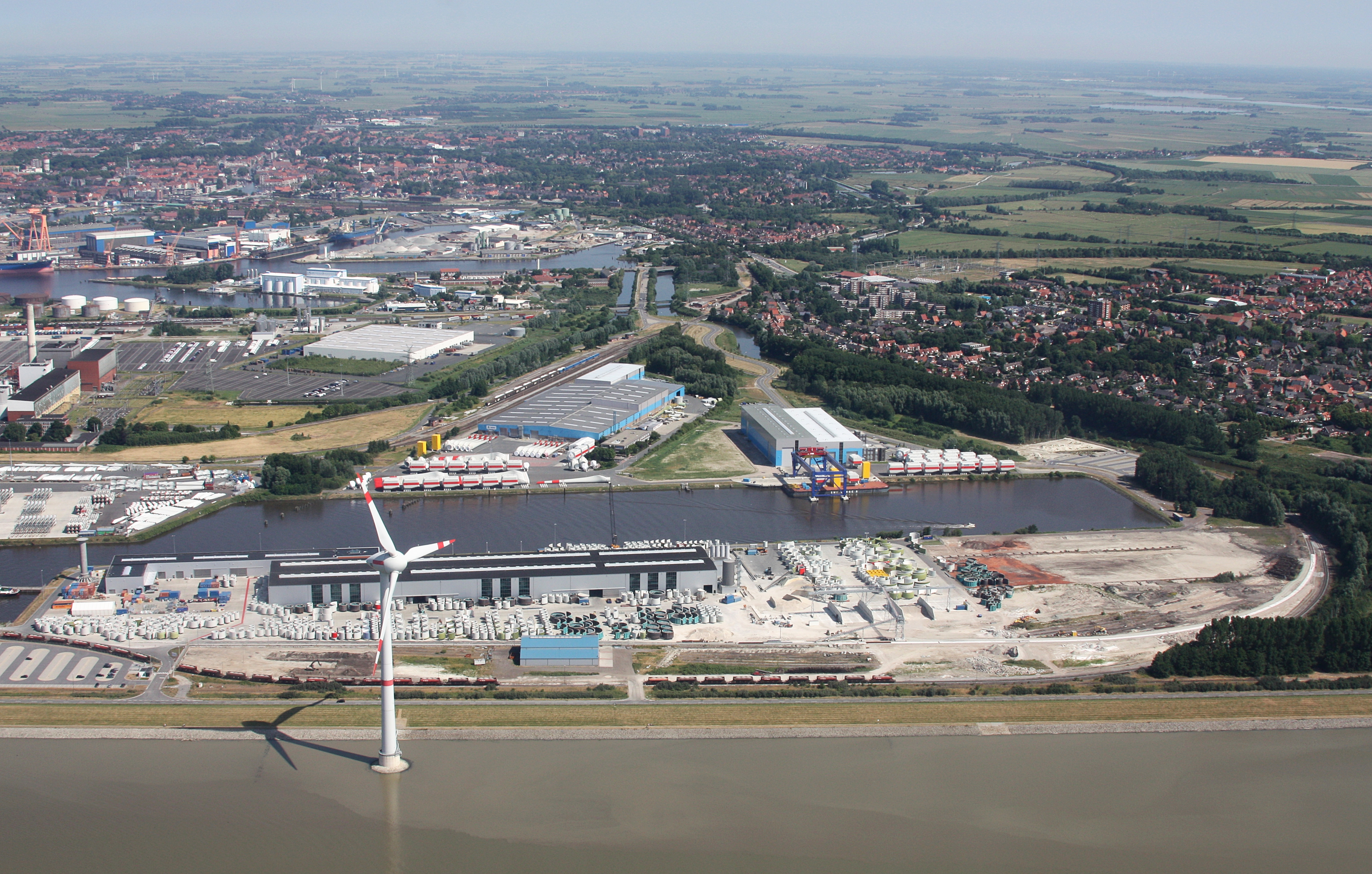
Enercon-Produktionsstätte im Emder Hafen; vorn die Turmbau-Fabrik

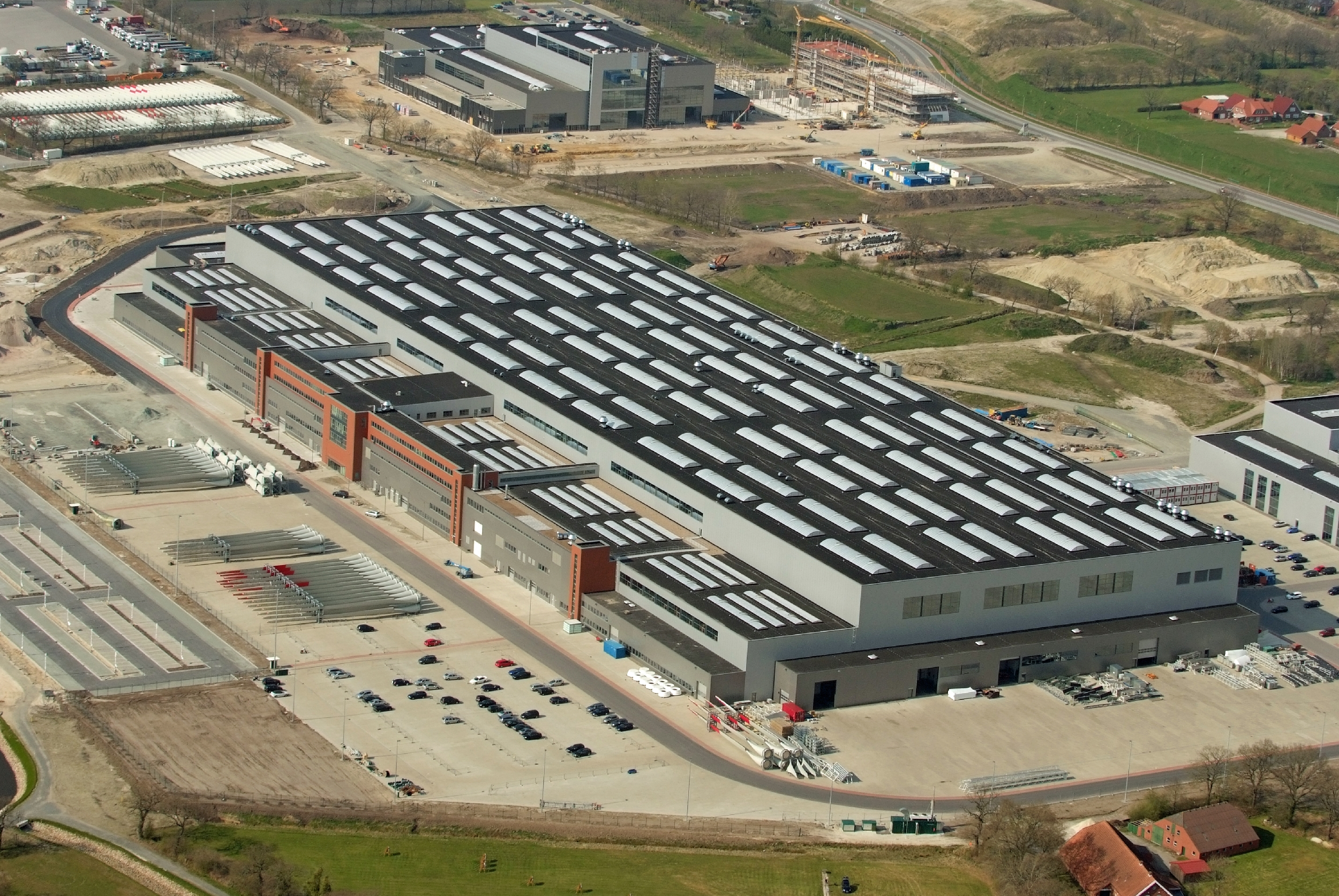
Produktionshallen in Aurich

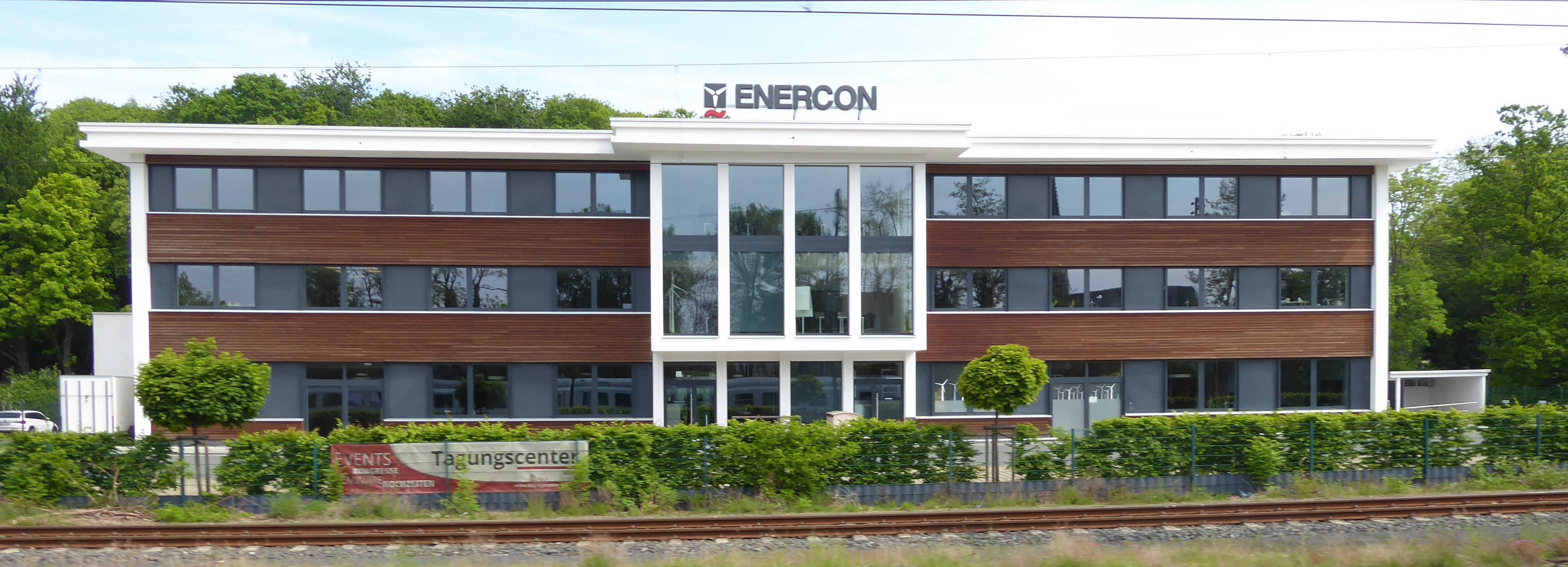
Vertriebsstandort in Soest

Der Unternehmenssitz ist seit der Gründung 1984 im Auricher Stadtteil Extum; die Produktionsstätten sind inzwischen im Stadtteil Sandhorst. Zudem hat Enercon Produktionsstandorte in Magdeburg, Polen, Portugal und der Türkei. Generatoren, Gondeln, Beton- und Stahlrohrtürme, Rotorblätter, Steuerungen, Leistungselektronik und ein Teil der Gusskomponenten werden in Enercon-Fabriken gefertigt. Eine Gießerei wurde zwischen April und November 2010 in Georgsheil zwischen Emden und Aurich errichtet.
In Ostfriesland ist Enercon nach dem Volkswagenwerk Emden der zweitgrößte Industriebetrieb. Auch in Magdeburg ist Enercon eines der größten privaten Unternehmen. In Zurndorf im Burgenland erfolgte am 9. März 2012 der erste Spatenstich für ein Turmwerk, das pro Jahr etwa 200 Türme für Windenergieanlagen in Österreich und Osteuropa produzieren soll. Mit bis zu 200 Beschäftigten wird die WKF Austria GmbH zu den größten Auslandswerken des Unternehmens im Bereich der Betonturmfertigung gehören. Nach einer Testphase ging das Werk im Januar 2013 zur Serienfertigung über. Im März 2018 wurde bekannt, dass die Produktion in Zurndorf mit 27. April 2018 eingestellt werden soll.
Um im globalen Wettbewerb zu bestehen und die Produktionskosten zu senken, verfolgt Enercon seit 2019 eine Neuausrichtung und die Internationalisierung der Einkaufsorganisation und des Produktionsnetzwerks.
2022 kaufte ELA Container die ehemalige Produktionshalle eines Zulieferers von Enercon (AERO Ems GmbH) am Eurohafen Emsland.

### Forschung und Entwicklung
Die Forschung und Produktentwicklung wird bei Enercon von der Abteilung Wobben Research & Development betrieben. Seit 2013 wird die Tätigkeit dieser Abteilung in dem Enercon-Innovationszentrum Industriegebiet Aurich Nord gebündelt. Zu dem Gebäudekomplex mit einer Gesamtfläche von etwa 30.000 m² gehört ein Bürogebäude mit Platz für 700 Ingenieure sowie eine daran angeschlossene Versuchshalle mit einer Grundfläche von 13.000 m².

## Geschichte

### Gründung (1984 bis 1993)

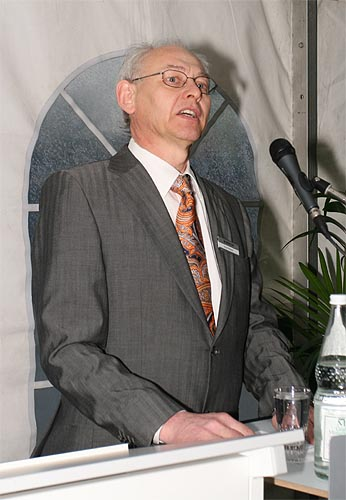
Aloys Wobben

1984 gründete Aloys Wobben in Aurich. Anfangs bestand die Firma lediglich aus wenigen Ingenieuren. Erste Produktentwicklung der Firma war die Windenergieanlage E-15/16, vier Jahre später gefolgt von der E-17 und E-32. Es dauerte sieben Jahre, bis das Kleinunternehmen eine eigene Fertigungshalle im Auricher Stadtteil Extum aufziehen konnte.

### Expansion (1993 bis 2017)

#### Erste getriebelose Windenergieanlage
1993 stellte Enercon die Windenergieanlage E-40 vor. Sie war die erste getriebelose Windenergieanlage und gilt als eine der erfolgreichsten deutschen Windenergieanlagen. Die Produktion hatte das Unternehmen inzwischen in ein Gewerbegebiet nach Sandhorst ausgelagert, wo für die weitere Expansion des Unternehmens ausreichende Flächen zur Verfügung standen. Als nachteilig erwies sich jedoch, dass die Produkte auf dem Weg zu ihrem Aufstellort per Lkw das Auricher Stadtgebiet queren mussten, weshalb Enercon später die Reaktivierung der Bahnstrecke Abelitz-Aurich zum Abtransport der stets größeren Rotoren vorantrieb.

#### Industriespionage (1994 bis 2004)
Ende der 1990er kam in Medienberichten der Vorwurf auf, dass die National Security Agency Enercon 1994 mit Hilfe von Echelon abgehört habe. Die so gewonnenen Daten seien dem amerikanischen Mitbewerber Kenetech Windpower übermittelt worden. Dieser hätte die Daten genutzt, um sich Zugang zu Enercons Kerntechnologien zu verschaffen und diese in den USA zu patentieren.
Tatsächlich verhängte die Handelskommission der USA im August 1996 ein Importverbot für Enercon bis zum Februar 2010. Grund war, dass Enercon mit dem beabsichtigten Export von 280 Windenergieanlagen in die USA den Anspruch 131 des US-Patentes 5,083,039 verletzen würde. Das Patent wurde im Februar 1991 von der kalifornischen Firma U.S. Windpower Inc. angemeldet. 1993 wurde U.S. Windpower in Kenetech Windpower Inc. umbenannt. Kenetech hat ein Importverbotsverfahren gegen Enercon beantragt. Im Verfahren legte Kenetech auch Fotos von Bauteilen einer E-40-Windenergieanlage vor. Dieses Material wurde im März 1994 beim Besichtigen einer E-40 gewonnen, also drei Jahre nach Erteilung des Patents. Die Gültigkeit des Patentes selbst wurde von Enercon in dem Verfahren vor der Kommission nicht angezweifelt. Das Patent wurde (nach der Insolvenz von Kenetech im Jahr 1996) GE Wind Energy übernommen. Die Enercon und die GE Wind Energy haben 2004 ihre Patentrechtsstreitigkeiten beigelegt.

#### Rechtsstreit mit Enercon India
Im Februar 2011 wurde in einigen Medien von einem Rechtsstreit berichtet, den die Enercon GmbH mit ihrem eigenen, seit 1994 bestehenden indischen Tochterunternehmen Enercon India Ltd. (EIL) führte und der vor einem indischen Gericht zuungunsten der Muttergesellschaft entschieden wurde. Enercon hatte sich daraufhin völlig vom indischen Markt zurückgezogen.
Es stehen Vorwürfe im Raum, der Geschäftsführer der indischen Tochter, der ehemalige Textilunternehmer Yogesh Mehra aus Mumbai, habe die Kontrolle über seine Geschäftstätigkeit unterbunden, seit 2005 keine Dividenden mehr an das deutsche Mutterhaus abgeführt, seit 2006 keine testierten Abschlüsse mehr vorgelegt und schließlich mit ungesetzlichen Mitteln die alleinige Verfügungsgewalt über die Tochtergesellschaft an sich gerissen. EIL habe die über Enercon verfügbaren Patente sowie den Markennamen zur eigenen Verwertung geraubt. Zudem wurde ein ehemaliger Enercon-Beschäftigter im Magdeburger Werk der Industriespionage für EIL überführt und rechtskräftig verurteilt. Vor dem indischen Patentgericht IPAB in Chennai hat EIL auf Freigabe der ansonsten weltweit anerkannten Patente auf zahlreiche Enercon-Kerntechnologien geklagt. Die indischen Richter erklärten zwölf wichtige Enercon-Patente in Indien für unwirksam, mit der Begründung, die Patente würden nicht die notwendige Schöpfungshöhe erreichen. Diese Technologien stehen nun in Indien jedem zur freien Nutzung zur Verfügung.
Am 28. Januar 2011 waren die Geschehnisse Anlass für eine Kleine Anfrage des Bundestagsabgeordneten Garrelt Duin (SPD, Wahlkreis Aurich – Emden) an die Bundesregierung zu dem Thema, was diese zum Schutz deutscher Firmen in Indien zu tun gedenke. Der parlamentarische Staatssekretär im Bundesjustizministerium, Max Stadler, führte daraufhin aus, dass man den Streit beim indischen Handelsministerium vorgebracht habe und dass ähnliche Fälle dem Ministerium bislang nicht bekannt seien. Entscheidungen indischer Gerichte wolle man nicht kommentieren, die Bundesregierung rate jedoch deutschen Unternehmen, „dem Schutz ihrer geistigen Eigentumsrechte auf Auslandsmärkten ein besonderes Maß an Aufmerksamkeit zu widmen“.
Bis Ende 2012 verwendete EIL auf seiner Homepage den Namen und das Logo Enercons, bewarb Enercon-Windenergieanlagen aus indischer Produktion und berichtete über laufende Projekte, ohne dabei die Beziehung zur Enercon GmbH in Deutschland zu erklären. Später wurde EIL in Wind World India Ltd. umbenannt („Enercon India is now Wind World India.“). Es werden ferner Windenergieanlagen aus eigener, indischer Produktion beworben. Am 20. Februar 2018 wurde gegen die Wind World India Ltd. ein Insolvenzverfahren eingeleitet.
Nach einem Urteil des Internationalen Schiedsgerichtshofes bereitete Enercon seit 2017 seinen Wiedereinstieg in den indischen Markt vor. 2022 hat der erste Generator das Werk des Zulieferers Coral Manufacturing Works in Injampalli, Tamil Nadu verlassen.

#### Aloys Wobben Stiftung
Aus gesundheitlichen Gründen zog sich Firmengründer Aloys Wobben 2012 aus dem operativen Geschäft zurück und übertrug mit Wirkung zum 1. Oktober 2012 seine Firmenanteile auf die neu gegründete Aloys Wobben Stiftung. Die Stiftung wurde damit zur Alleingesellschafterin der Enercon-Gruppe. Mit diesem Schritt wollte Wobben die langfristige Unabhängigkeit des Unternehmens sicherstellen.

### Wirtschaftliche Probleme (seit 2017)
Mit dem Ziel die Stromgestehungskosten zu senken, führen viele Länder eine wettbewerbliche Ermittlung der Einspeisevergütung ein. Investitionen in Windkraftanlagen erhalten immer weniger Förderung und müssen sich am Strommarkt orientieren. Mit Änderungen des Erneuerbare-Energien-Gesetzes hat auch der für Enercon wichtige deutsche Markt ab 2017 Ausschreibungen verpflichtend gemacht. Dieser Wettbewerbsdruck und der resultierende schwache Zubau in Deutschland wirkt sich auch auf die Profitabilität der Hersteller von Windkraftanlagen aus.
Im Sommer 2018 wurde bekannt, dass Enercon mehr als 800 Mitarbeiter entlassen will. Bundeswirtschaftsminister Peter Altmaier kritisierte die Absage der Firmenleitung zu diesbezüglichen Gesprächen über eine sozialverträgliche Lösung. Der Jurist für Arbeitsrecht Hajo Köhler erklärte zu den zahlreichen Tochterfirmen: „Hier wird es relativ deutlich, dass ein Arbeitgeber diese Struktur gewählt hat, um sich aus der Verantwortung zu nehmen.“
Am 8. November 2019 wurde bekannt, dass Enercon in den kommenden Monaten weitere 3000 Stellen abbauen werde, davon je 1500 bei den Standorten in Aurich und Magdeburg. Geschäftsführer Kettwig selbst gab den Grund dafür an, dass sich, aufgrund schwerer politischer Auflagen, die Auftragslage deutlich verschmälert habe. So wurden in den ersten neun Monaten des Jahres 2019 nur 150 Anlagen installiert, was im Vergleich zu den Vorjahren einen Rückgang von 80 % ausmacht. Nach Informationen des Täglichen Hafenberichts wurden in den ersten 10 Monaten des Jahres 2019 nur 65 Windenergieanlagen errichtet, 2017 seien es noch 711 gewesen. Erst im April 2019 meldete Senvion Insolvenz an, Nordex SE berichtete von einem Gewinneinbruch von 50 %.
2021 gründeten die Aloys Wobben Stiftung und EWE ein Gemeinschaftsunternehmen für die Projektierung und den Betrieb von Onshore-Windenergieprojekten. Die Gesellschafter haben in die Alterric GmbH mit rund 300 Beschäftigten die Bestandswindparks und Onshore-Projekte von Enercon und EWE eingebracht.
Im Jahr 2022 erhielt Enercon eine halbe Milliarde Euro Staatshilfen aus dem Wirtschaftsstabilisierungsfonds. Das Unternehmen erläuterte den Bedarf nach einem Darlehen mit Störungen in den Lieferketten, welche sich durch die COVID-19-Pandemie ergeben hatten.
Am 24. Februar 2022, dem Tag des russischen Überfalls auf die Ukraine, waren die Fernwartungseinheiten von 5.800 Enercon-Windenergieanlagen durch einen mutmaßlich russischen Cyberangriff auf den Satellitensystembetreiber Viasat betroffen und mussten ausgetauscht werden.

## Tätigkeitsbereiche
Das Hauptgeschäftsfeld von Enercon stellt der Bau und Vertrieb von Windenergieanlagen dar. Daneben ist Enercon auch noch in weiteren Sektoren wie der Wasserkraft tätig, auch gehören Logistik-Unternehmen für den Transport der eigenen Anlagen zum Konzern.

### Windenergieanlagen

Auswahl von Enercon Windkraftanlagen eingetragen anhand ihres Einführungsjahres (Airbus A380, Kölner Dom, Florianturm, Brandenburger Tor und Sattelzug zum Größenvergleich)

#### Technisches Konzept
Enercon-Windenergieanlagen weisen gegenüber Turbinen der meisten anderen Windkraftanlagenherstellern einige technische Besonderheiten auf. Charakteristisch ist das getriebelose Antriebskonzept, auf das Enercon als Pionier dieser Technik bereits seit 1993 setzt. Die E-40/500-kW-Serie war die erste getriebelose Anlagengeneration. Frühere Enercon-Anlagen verfügten über einen Getriebetriebstrang. Die Nabe mit den Rotorblättern ist getriebelos direkt mit dem Läufer des Ringgenerators verbunden (Direktantrieb). Die Rotoreinheit rotiert über ein vorderes und hinteres Hauptlager um eine fest stehende Achse (Achszapfen). So wird die Drehzahl des Rotors direkt auf den hochpoligen Synchrongenerator übertragen, wobei der Läufer im Stator rotiert (Innenläufer), anders als z. B. bei Vensys. Durch die Drehung des Generator-Rotors gegenüber dem feststehenden Generator-Stator ergibt sich im Generator ein umlaufendes Magnetfeld, das durch die Lorentzkraft elektrische Spannung induziert. Diese elektromagnetische Induktion wandelt Bewegungsenergie schließlich in elektrische Energie um.
Der Generator wird in den meisten Enercon-Baureihen fremderregt. Seit 2019 werden zum Teil aber auch Permanentmagnete eingesetzt. Mit Bereitstellung der elektrischen Erregerleistung gehen aber Erregerverluste einher.
Im Vergleich zu Getriebeanlagen sind sowohl die Geschwindigkeit der sich drehenden Komponenten als auch die mechanischen Lastwechsel über die Lebensdauer geringer. Die Drehzahl ist variabel und abhängig vom Anlagentyp und beträgt je nach Windgeschwindigkeit 18–45/min bei der E-33 und 5–11,7/min bei der E-126, während bei einer Getriebeanlage eine Generatorendrehzahl von etwa 1500/min bei Nennleistung erreicht wird. Die großen Enercon-Generatoren führen wiederum zu hohen Turmkopfmassen, konstruktiven und logistischen Herausforderungen.
Die meisten Enercon-Anlagen lassen sich optisch leicht von den Anlagen anderer Hersteller unterscheiden. Die Maschinenhäuser (Gondeln) der Anlagen sind ab dem Baujahr 1995/1996 eiförmig. Das Design dieser auffallenden Gondel wurde vom britischen Architekten Norman Foster entwickelt, der u. a. auch die Kuppel des Berliner Reichstages entworfen hatte. Mit der Entwicklung der EP3- und EP5-Klasse wurde ab dem Jahr 2020 die Eiform wieder verworfen. In Deutschland und in vielen anderen Ländern trägt der Turm über dem Fundament farblich abgestufte grüne Ringe, die von unten nach oben immer heller werden. Für Inseln oder exponierte Standorte (beispielsweise Abraumhalden) bietet der Hersteller alternativ eine Abstufung in Blau an, wie sie auf der Insel Borkum umgesetzt wurde. Die Natural-Color-System-Abstufung soll die Anlagentürme besser in den Horizont integrieren. Die Rotorblätter verfügten als einzige auf dem Markt über Blattspitzen ähnlich den Winglets bei Flugzeugen, die Fachbezeichnung dafür lautet Tips.
Enercon baut ausschließlich Onshore-Anlagen und lehnt Offshore-Windparks wegen des technischen Aufwandes ab.

#### Wichtige Anlagentypen
Im Folgenden werden die wichtigsten Windkraftanlagentypen von Enercon aufgeführt und knapp beschrieben. Ausführliche Informationen zu den betreffenden Anlagen sowie die vollständige Liste aller von Enercon gefertigten Windturbinen sind in dem oben verlinkten Hauptartikel oder der Produktpalette von Enercon zu finden.

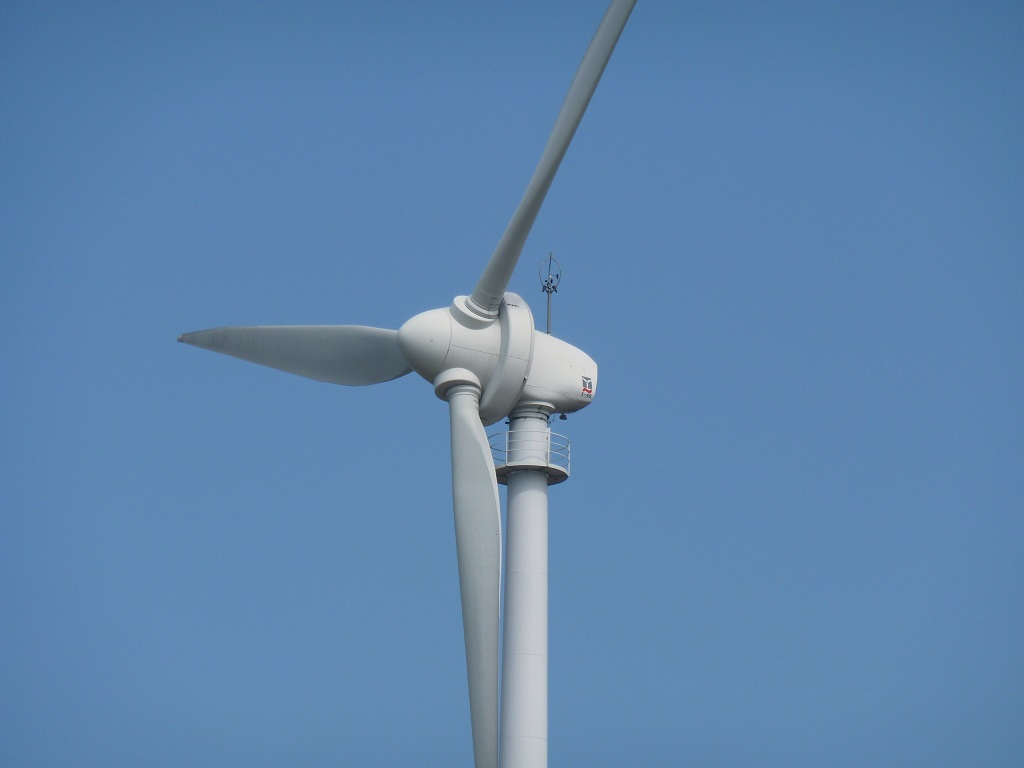
Enercon E-40/500 kW

##### E-40
Mit der E-40/500 kW stellte Enercon seine Produktion komplett auf getriebelose Windenergieanlagen um. Die E-40 wurde zu Beginn der 1990er Jahre entwickelt. Im Vergleich zu den damals konstruierten Maschinen mit Getriebe wies der Direktantrieb eine hohe Zuverlässigkeit auf. Optisch auffällig ist der kragenförmig herausstehende Ringgenerator. Die eiförmige Hülle im Norman-Foster-Design, das zur Wiedererkennung beiträgt, wurde erst später umgesetzt. Über 4400 Anlagen der E-40 wurden weltweit errichtet.

##### E-82

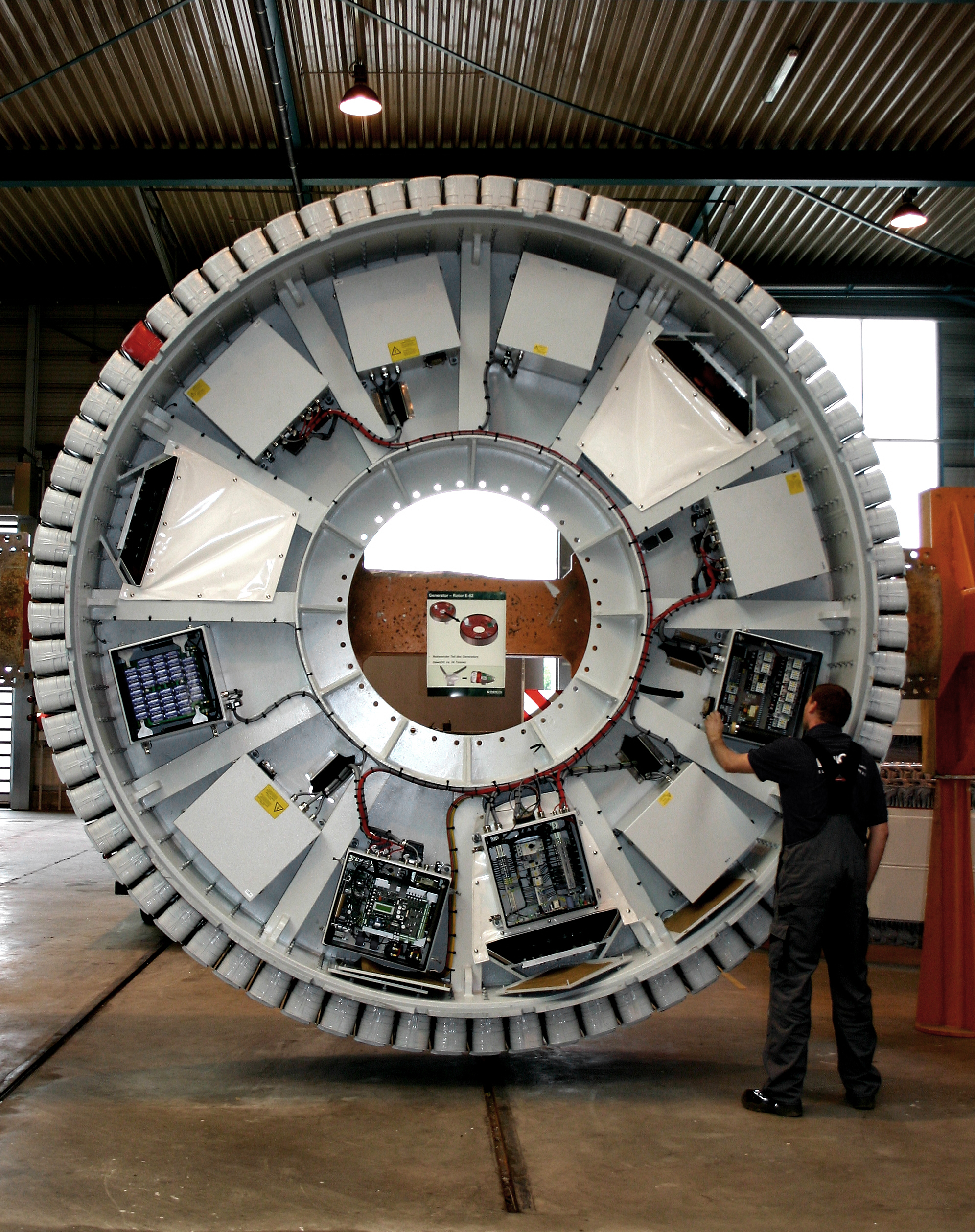
Läufer eines E-82-Ringgenerators

Die seit 2006 in Serie gefertigte Windenergieanlage E-82 zählt zu den am häufigsten errichteten Windenergieanlagen in Deutschland. Sie verfügt über einen Rotordurchmesser von 82 Metern und besaß ursprünglich einen Generator mit einer Leistung von 2 MW, der für mittlere bis schwache Windbedingungen ausgelegt war. Mittlerweile wurde die Basisvariante um mehrere Untervarianten ergänzt. Während der Rotordurchmesser unverändert blieb, kamen ab 2009 weitere Varianten mit 2,3 MW und 3 MW hinzu, die für mittlere bis starke Windbedingungen konstruiert wurden. Im April 2014 stellte mit der E-82 E5 eine insgesamt fünfte Untervariante mit 2,3 MW vor, die inzwischen (2017) in Serie gefertigt wird. Damit existieren ab diesem Zeitpunkt drei Varianten für mittlere Windstandorte (jeweils mit 2 MW, 2,3 MW und 3 MW) und zwei Varianten mit 2,3 MW und 3 MW für Starkwindstandorte.
Angeboten wird die E-82 auf verschiedenen Stahl- und Hybridtürmen mit Nabenhöhen von 78 bis 138 Metern, wobei die hohen Türme nur für Mittelwindstandorte verwendet werden. Die Gesamthöhe der Anlagen reicht damit bis zu 179 Metern.

##### E-101

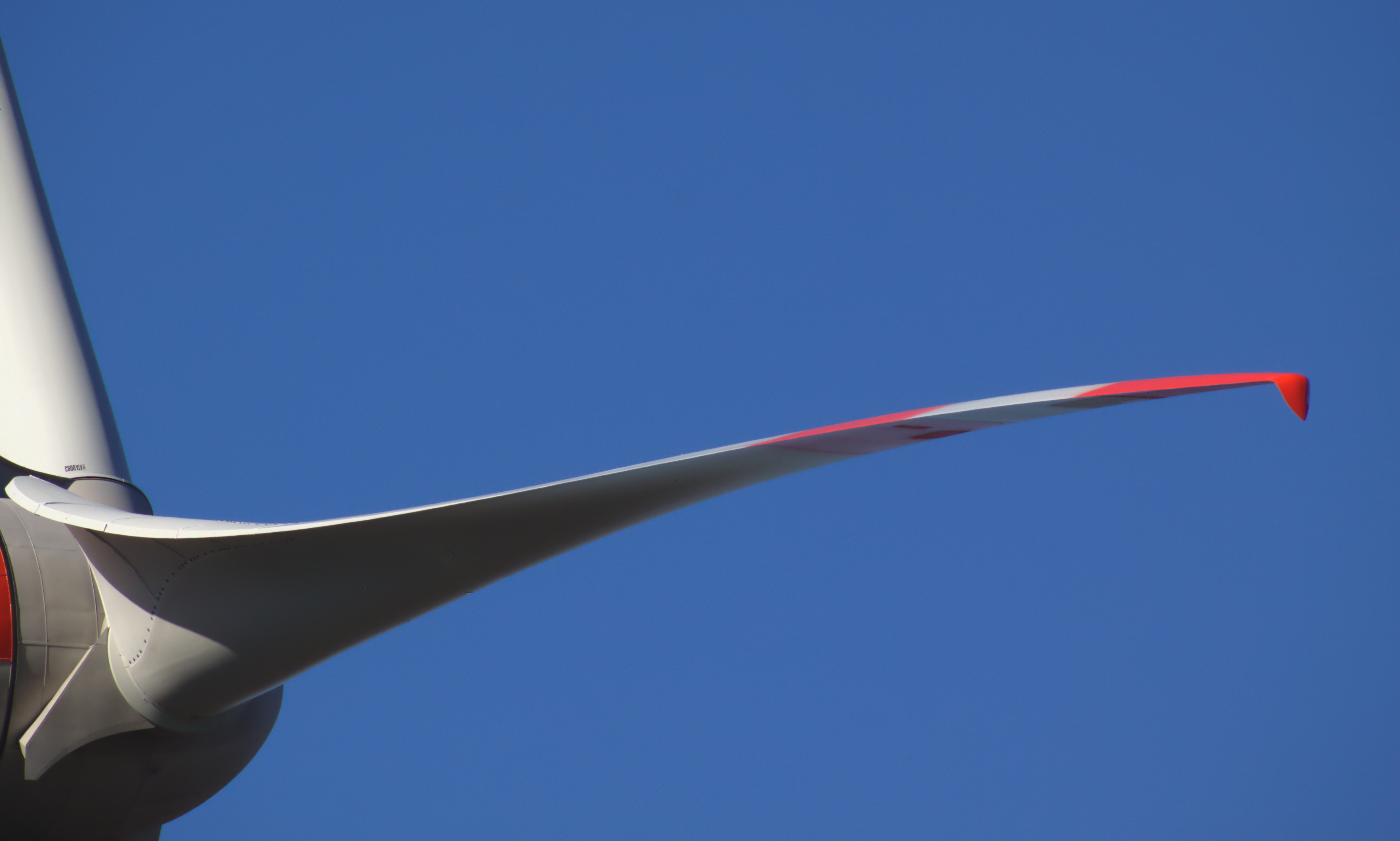
Rotorblatt einer E-101. Rechts ist die Blattspitze ähnlich den Winglets bei Flugzeugen zu sehen. An der Stellung des Rotorblattes ist zu erkennen, dass die Anlage nicht eingeschaltet ist.

Bei der seit 2011 hergestellten E-101 handelt es sich um eine Binnenland-Anlage der 3-MW-Klasse, die ursprünglich für Mittelwindstandorte entwickelt worden war. Sie entspricht in ihrem Konzept der E-82, wobei sich durch die Leistungssteigerung auf 3050 kW der Generator vergrößert hat. Die Rotorfläche hat sich um 50 % erhöht. Wie auch bei der E-82 E3 ist der Generator wassergekühlt. Die Anlage wird mit 99, 124, 135 oder 149 Meter hohen Türmen aus Stahl oder Beton und Stahl angeboten und kann optional mit einer Rotorblattheizung ausgestattet werden, die Ertragseinbußen aufgrund von Eisbildung im Winter verringert. Ein Prototyp der E-101 wurde Mitte Juni 2011 bei Görmin in Mecklenburg-Vorpommern errichtet. Zwei weitere Prototypen, an denen bis 2012 die Vermessungen zum Erhalt der Typenprüfung stattfanden, entstanden bei Haren. Im August 2011 wurde bei Kleingladenbach die erste E-101 mit 135 Meter Nabenhöhe fertiggestellt – sie war zugleich die erste Kundenanlage, die ausgeliefert wurde. Ab 2015 verlagerte sich die Produktion der E-101 zunehmend auf die für gleiche Windbedingungen zugelassene E-115.
Eine im April 2014 angekündigte Untervariante für Starkwindstandorte, die E-101 E2 mit 3500 kW, wurde für den deutschen Markt nicht in Serie gefertigt. 2019 wurde der aktive Vertrieb der E-101 eingestellt.

##### E-115
Die E-115 ist eine Anlage für mittlere Windbedingungen, die auf diesen Standorten die E-101 ergänzen oder ablösen soll, aus der sie entwickelt wurde. Sie wird mit Nabenhöhen von 92, 122, 135 und 149 Metern angeboten und verfügt über einen Rotordurchmesser von 115,7 m. Auf einem Standort mit 6,5 m/s mittlerer Windgeschwindigkeit soll die E-115 mit 3 MW pro Jahr etwa 9,3 Mio. kWh elektrischer Energie liefern, was gegenüber der für gleiche Windbedingungen zertifizierten E-101 einem Mehrertrag von 14 % entspricht. Nach gemessenen Daten des Prototyps liegt der Mehrertrag gegenüber der E-101 sogar bei 18 %. Die Serienfertigung lief 2014 an, der Prototyp wurde bereits im Dezember 2013 im niedersächsischen Lengerich errichtet. Eine Besonderheit der Anlage ist das zweigeteilte Rotorblatt, das neben Kostensenkungen bei der Blattproduktion auch logistische Vorteile beim Transport ermöglichen soll.
Im November 2015 kündigte Enercon eine Leistungssteigerung auf 3,2 MW an. Ausgelegt sind beide Varianten der E-115 für einen Betrieb von 25 Jahren.

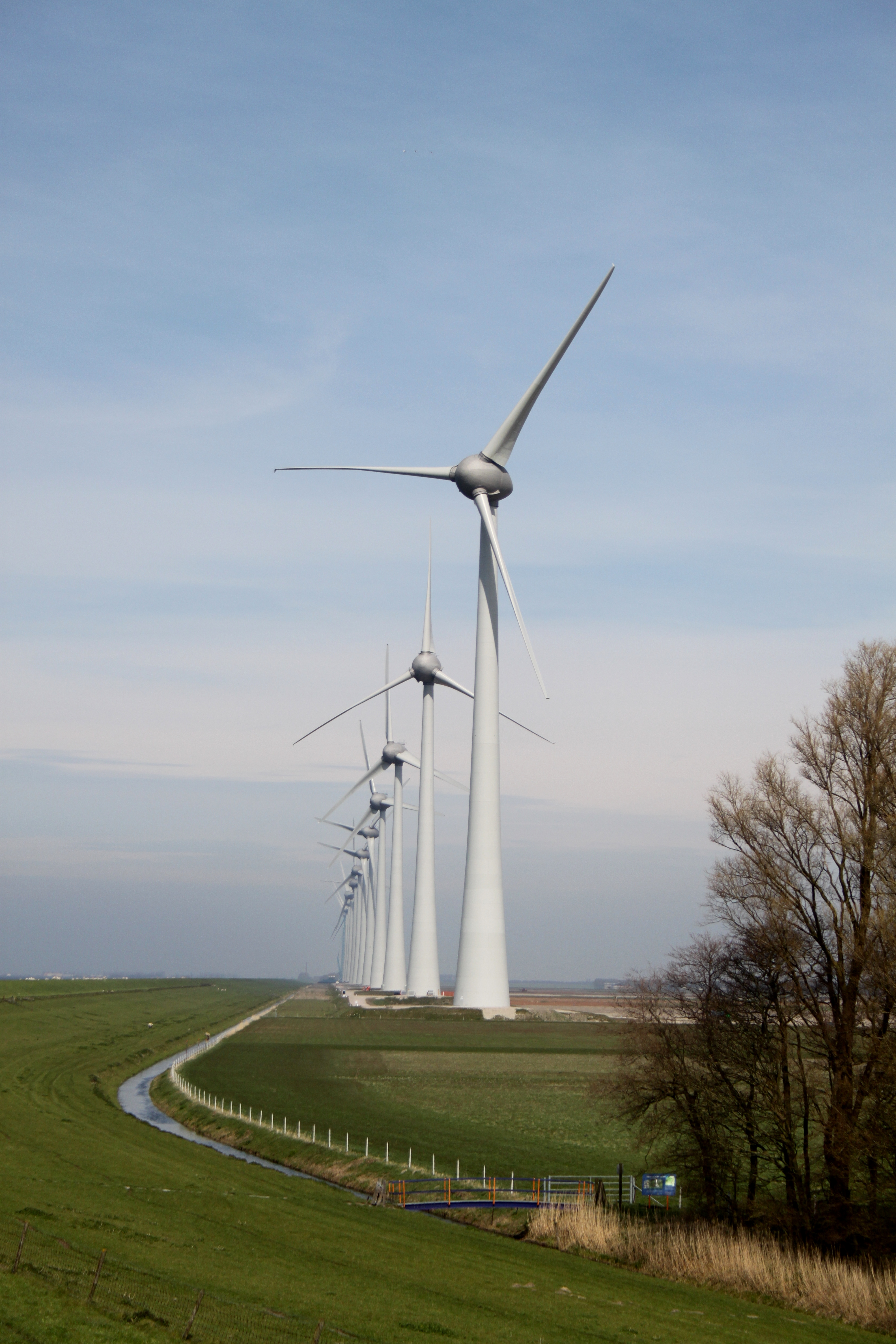
E-126 im Windpark Noordoostpolder

##### E-126
Die E-126 wurde in Kleinserie gefertigt und war nach einer 2010 erfolgten Leistungssteigerung auf 7,58 MW bis zur Errichtung der Vestas V164-8.0 im Januar 2014 die leistungsstärkste Windenergieanlage der Welt. Jeweils mehrere Exemplare stehen in den Windparks Ellern, Estinnes, Stößen, Werder/Kessin, Diepenau, Hamburg, Neuharlingersiel, Rysumer Nacken, Potzneusiedl sowie in Aurich-Georgsfeld. Im niederländischen Windpark Noordoostpolder wurden bis 2017 insgesamt 38 dieser Anlagen in Betrieb genommen.
Der Prototyp wurde 2007 im Windpark Rysumer Nacken bei Emden errichtet, wo ein Energieertrag von etwa 20 GWh pro Jahr erwartet wurde. Ursprünglich verfügte die E-126 über eine Leistung von 6 MW und war für wenig turbulente Starkwindstandorte zertifiziert (IEC IC). Nach einer 2010 erfolgten Überarbeitung leisten neue E-126-Windkraftanlagen 7,6 MW und sind auch für IEC IA zugelassen. Eine Besonderheit der E-126 ist der Umstand, dass sie über zweigeteilte Rotorblätter verfügt. Diese Ausführung wurde nötig, da sich besonders lange Rotorblätter an Land nur noch schwer transportieren lassen. Der innere Teil eines E-126-Rotorblattes besteht dabei aus Stahlblech und ist rund 24 Meter lang, der äußere Teil mit einer Länge von rund 35 Metern wird wie die meisten Rotorblätter aus glasfaserverstärktem Kunststoff hergestellt. Angeboten wurde die E-126 auf einem Hybridturm mit 135 Metern Nabenhöhe, die Gesamthöhe beträgt 198,5 Meter.

##### EP3-Plattform

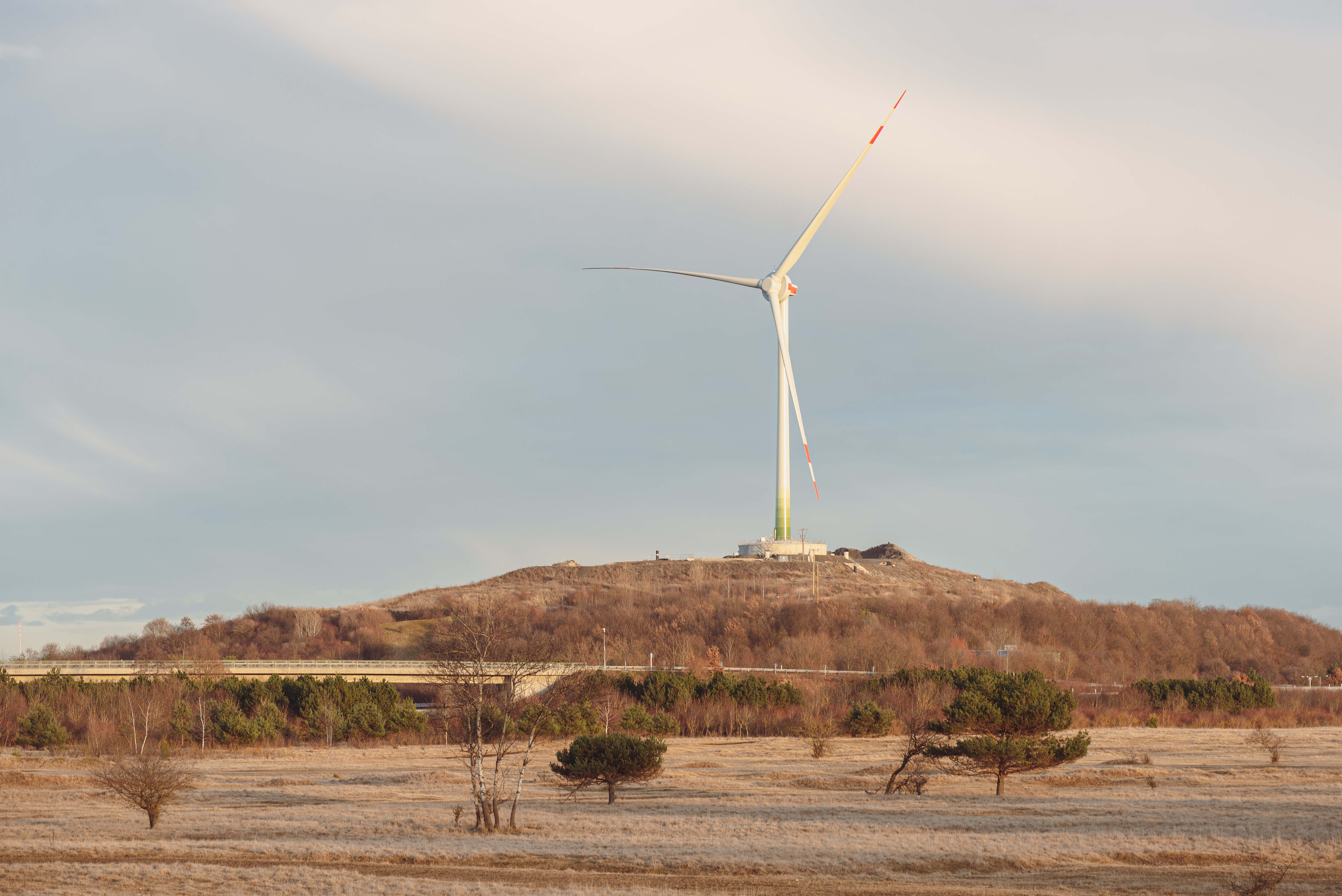
Windkraftanlage Freimann in München: E-138 EP3

Im Rahmen der HUSUM Wind 2017 hat Enercon mit der E-126 EP3 und E-138 EP3 zwei Anlagentypen vorgestellt, die sich eine neu entwickelte Plattform teilen. Später folgte die E-115 EP3. Damit reagierte der Hersteller auf verschärfte Markt- und Wettbewerbsbedingungen. Mit der EP3-Plattform setzt Enercon auch auf Kostenreduktion.
Die EP3-Plattform weicht daher sowohl optisch als auch technisch teilweise vom etablierten Enercon-Konzept ab. Als Generator kommt weiterhin ein direkt angetriebener fremderregter Synchrongenerator zum Einsatz. Dieser Ringgenerator ist aufgrund seines großen Durchmessers weiterhin teilbar. Im Gegensatz zu den bis dato gebauten Enercon-Generatoren wird die Statorwicklung nicht mehr aus einer durchgehenden Kupfer-Runddrahtwicklung gefertigt, sondern besteht aus Aluminium-Formspulen. Die Maschine wird insgesamt leichter. Der durch Aluminium auftretende Effizienzverlust wurde durch die Vergrößerung des Generatordurchmessers auf 9,26 m (E-115 im Vergleich: 6,8 m) kompensiert.
Das Maschinenhaus verzichtet auf die etablierte eiförmige Gondelverkleidung und orientiert sich optisch an dem Stil der E-40/500 kW. Hierbei steht der Ringgenerator wieder aus dem Maschinenhaus heraus. Das Maschinenhaus wird insgesamt kompakter und nicht mehr aus Aluminium, sondern mit GFK-Material verkleidet. Der mit der EP3-Plattform geänderte Maschinenbau wirkt sich wesentlich auf die Gondelkopfmasse aus. Während die E-141 EP4 ca. 490 t wiegt, ist die E-126 EP3 mit 256 t deutlich leichter. Dadurch lässt sich die Dimensionierung von Turm und Fundament reduzieren. Die Rotorblätter werden wieder einteilig aus GFK gefertigt und sind insgesamt schmaler. Aerodynamische Nachteile sollen durch Vortexgeneratoren ausgeglichen werden.

##### EP5-Plattform

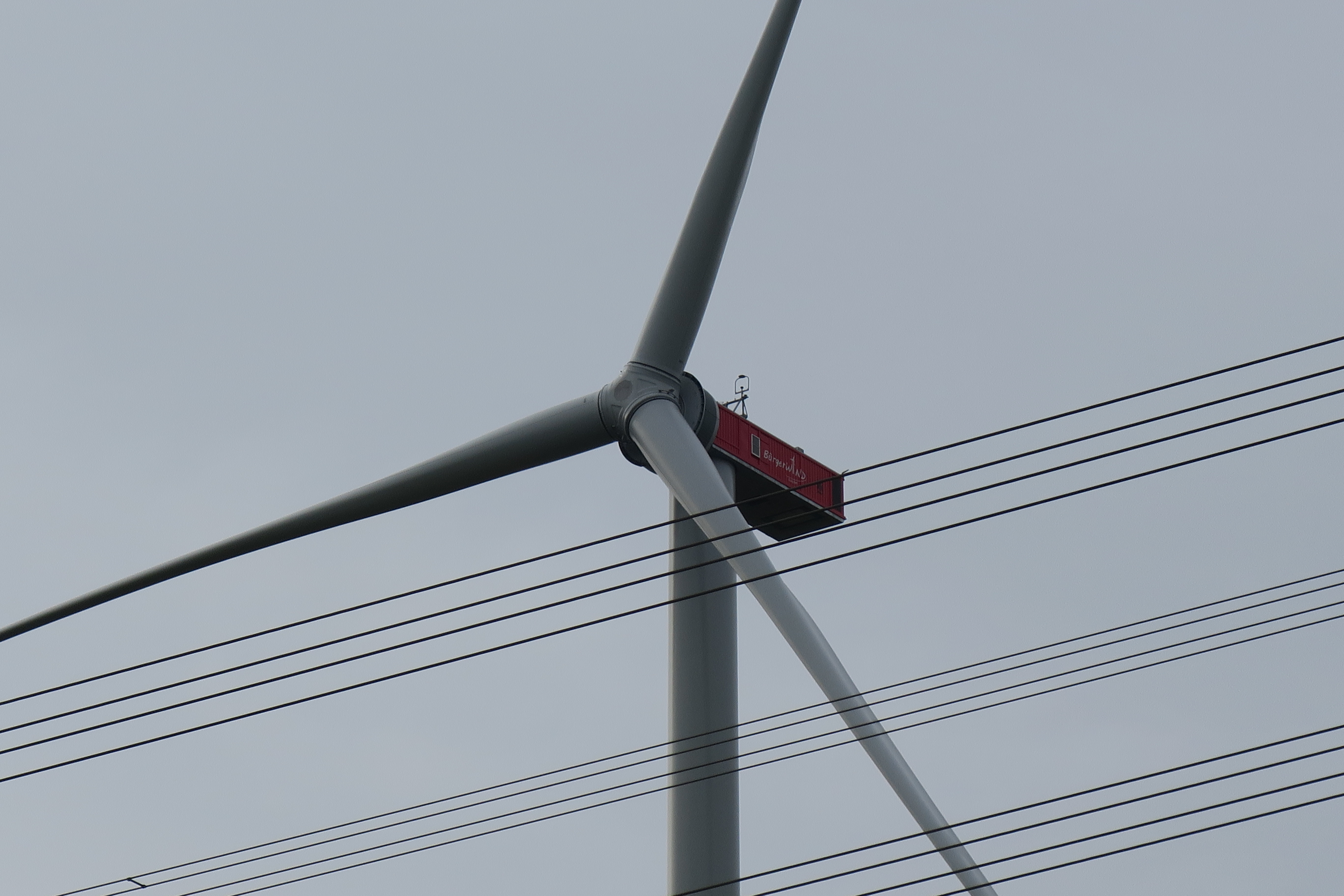
E-175 EP5 in Borchen

Im Vorfeld der Hannover-Messe 2019 hat Enercon angekündigt, die von der 2018 übernommenen Firma Lagerwey entwickelten Windenergieanlagentypen unter der eigenen E-Baureihenbezeichnung zu vertreiben.
Die neu entwickelte EP5-Plattform basiert auf der LP4-Plattform von Lagerwey. Die Lagerwey-Technologie verzichtet zugunsten eines Direktantriebs ebenfalls auf ein Getriebe. Wesentlicher Unterschied ist der Einsatz von Permanentmagneten in Lagerwey-Generatoren. Enercon ist seit der E-40 mit fremderregten Elektromagneten aus Kupfer bzw. Aluminium bei der EP3-Plattform erfolgreich geworden. Leistungssteigerungen bei der Enercon-Technologie gingen notwendigerweise mit größeren Generatordurchmessern einher. Die hohe magnetische Energiedichte der Dauermagnete erlaubt die Konstruktion kompakterer Generatoren (Durchmesser: 5,5 m). Die Magnete setzen Metalle der Seltenen Erden ein.
Die EP5-Plattform bestand zunächst aus den Anlagentypen E-147 EP5 und E-160 EP5 mit Nennleistungen bis zu 5.560 Kilowatt, später folgte die E-136 EP5 (vorher: Lagerwey L136). Auf der WindEnergy Hamburg 2022 stellte Enercon die E-175 EP5 als neues Topmodell mit 6 MW Nennleistung an. Die Bezeichnung hat sich Enercon als Wortmarke eintragen lassen. Im Rahmen der HUSUM Wind 2023 präsentierte der Hersteller die E-175 EP5 E2 mit einem neuen Generator mit 7 MW Nennleistung. Dieser ist wieder zweigeteilt und ein Außenläufer.

### Weitere Geschäftsaktivitäten

#### Wasserkraft
Der Einstieg der Firma Enercon in das Projekt Wasserkraft begann im Jahr 2001. Hierfür wurde eine neuartige Turbine mit besonders hohem Wirkungsgrad entwickelt, die auf den Erfahrungen aus der Windkraft aufbaut. Als Pilotprojekt sind im Juni 2009 zwei Turbinen mit insgesamt 2300 kW in Raguhn an der Mulde in Betrieb genommen worden.
Bereits im Juni 2007 hatte Enercon bekanntgegeben, das Weserkraftwerk Bremen am Weserwehr bei Bremen-Hemelingen mit zwei Kaplanturbinen mit jeweils 5 Megawatt Nennleistung auszurüsten. Baubeginn des Gemeinschaftsprojekts von Enercon und der swb AG war im Mai 2008. Am 11. November 2011 ging die Anlage zum ersten Mal für eine dreimonatige Probezeit in Betrieb. Mit ihr sollen jährlich 35.500 Tonnen Kohlendioxid eingespart werden. Es wurden zwei Generatoren verbaut, welche zusammen jährlich etwa 42 GWh Strom produzieren sollen. Das entspricht dem Bedarf von rund 17.000 Haushalten, wenn man 2500 kWh Stromverbrauch pro Haushalt und Jahr zugrunde legt.
Im Februar 2010 wurde damit begonnen, Generator und Turbine für das Praterkraftwerk in München zu montieren. Der Generator stammt von Enercon, ein zwischengeschaltetes Getriebe ist somit nicht erforderlich. Das Laufrad hat einen Durchmesser von circa 2,3 m und eine Masse von etwa 30 t. Die Leistung der Anlage beträgt 2,5 MW, der geplante Energieertrag etwa 12,7 GWh pro Jahr.

#### Meerwasserentsalzungsanlage
Die Enercon-Meerwasserentsalzungsanlage arbeitet basierend auf dem Prinzip der Umkehrosmose (Einsatz von Membranen). Nach Aussage des Herstellers werden dabei keine Chemikalien zum Aufbereiten des Wassers gebraucht. Durch einen patentierten speziellen Aufbau der Anlage soll diese energiesparender und im Betrieb flexibler als andere Umkehrosmose-Meerwasserentsalzungsanlagen sein. Hierdurch sei die Enercon-Anlage besonders energiesparend, umweltfreundlich und durch die Möglichkeit des flexiblen Betriebs gut zur Energieversorgung durch Windenergieanlagen geeignet.

#### Transport und Krantechnik

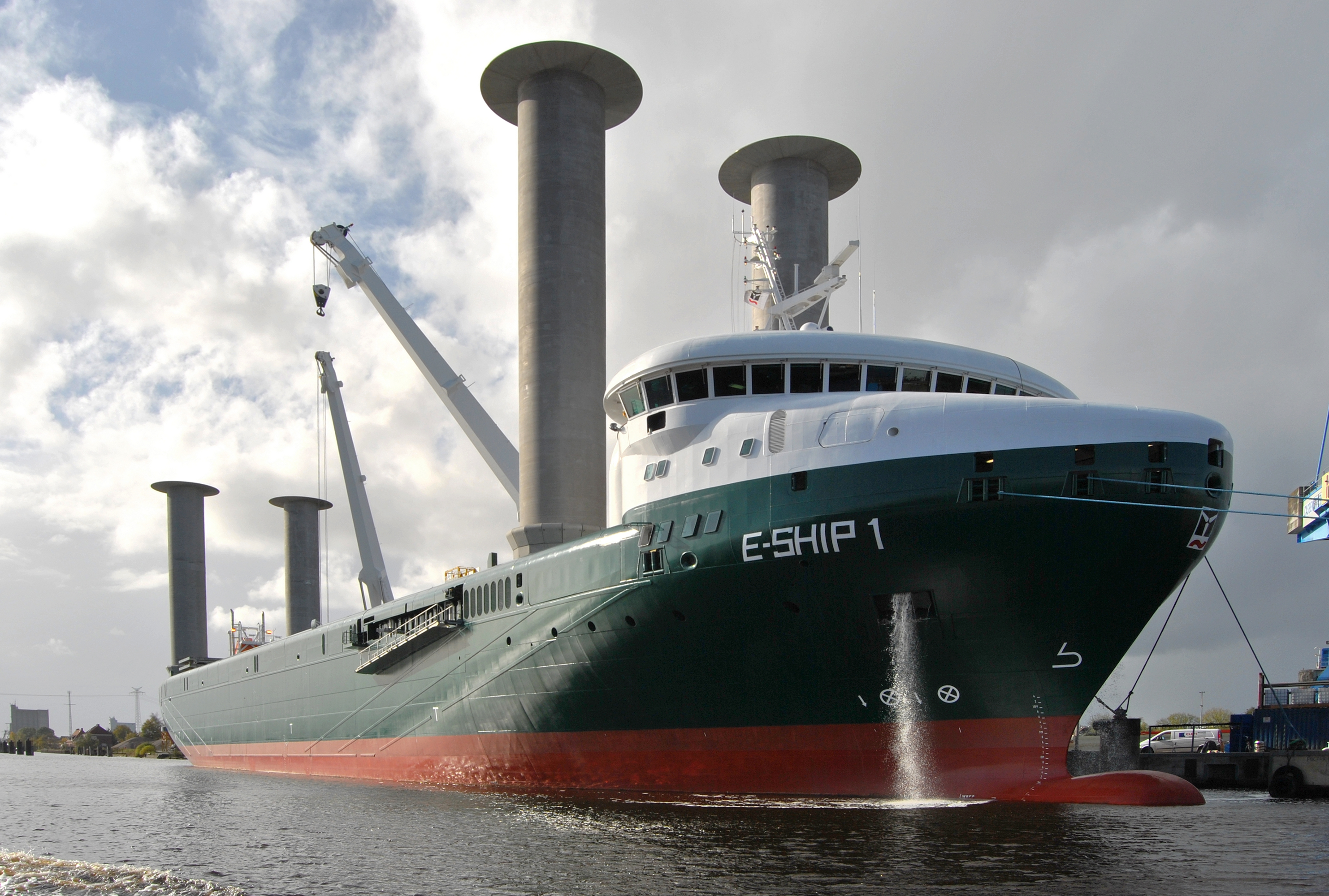
E-Ship 1 im Emder Hafen

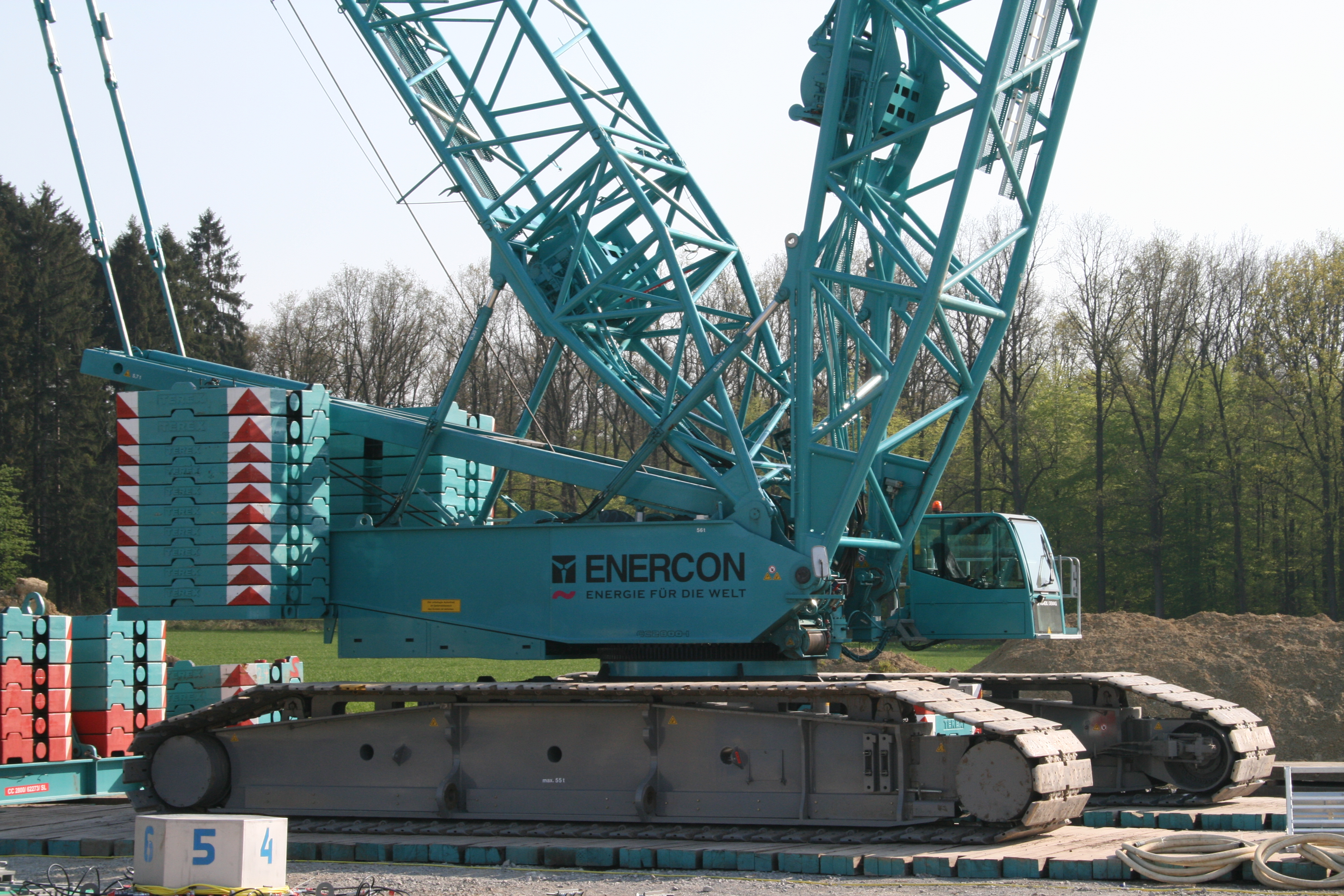
Terex CC 2800-1

Enercon verfügt über eine eigene kleine Reederei, die Enercon Logistic GmbH (früher: Enercon Shipping GmbH) mit Sitz in Aurich. Die Reederei wurde gegründet, nachdem Enercon das E-Ship 1 hatte bauen lassen. Das Frachtschiff verfügt neben einem Dieselantrieb zusätzlich über einen Antrieb mittels Flettner-Rotoren und ist somit ein Rotorschiff. Die vier von Enercon entwickelten Flettner-Rotoren haben eine Höhe von 27 Meter und einen Durchmesser von 4 Meter. Angestrebt ist eine Kraftstoffersparnis von 30 bis 40 Prozent bei einer Fahrt von 16 Knoten. Die E-Ship 1 transportiert für Enercon Teile von Windenergieanlagen ab dem Emder Hafen. Das Schiff wurde in der Lindenau-Werft in Kiel gebaut und nach deren Insolvenz 2010 in der Cassens-Werft in Emden fertiggestellt.

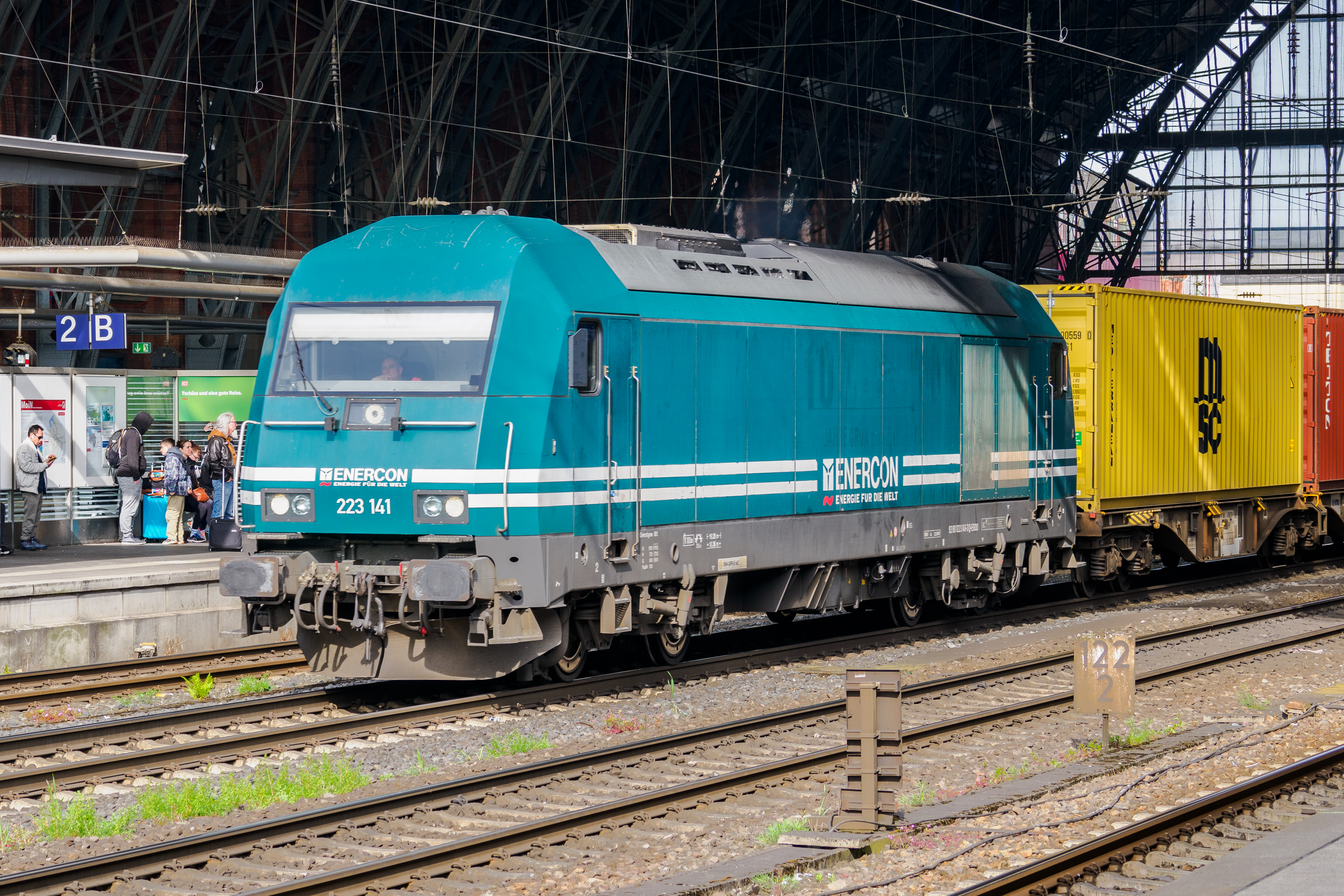
Enercon 223 141 führt einen Containerzug

Enercon ist darüber hinaus an der Eisenbahninfrastrukturgesellschaft Aurich-Emden beteiligt. Außerdem gehörte das Eisenbahnverkehrsunternehmen Eisenbahngesellschaft Ostfriesland-Oldenburg GmbH zum Konzern. Im Zuge einer strategischen Neuausrichtung hat Enercon zum 1. Dezember 2020 die Beteiligung an der e.g.o.o. mbH an die Hermann Bettels GmbH & Co. KG aus Hildesheim verkauft.
Für die Montage ihrer Windenergieanlagen setzt Enercon teilweise eigene Krantechnik ein. Zudem wurden bereits „selbstkletternde“ Krane wie der Lagerwey LCC140 eingesetzt, die wie beim Hochausbau üblich auf dem Bauwerk selber stehen.

#### Direktvermarktung
2014 kaufte Enercon den Direktvermarkter Quadra Energy. Als Tochterunternehmen der Enercon-Gruppe steuert Quadra seitdem alle wesentlichen energielogistischen Prozesse.

#### Energieversorgung in Aurich
An dem Energieversorgungsunternehmen Stadtwerke Aurich ist Enercon zu 40 % beteiligt. Die Stadtwerke Aurich haben 2017 den Zuschlag für die Übernahme der Konzession für das Strom- und Gasnetz in Aurich erhalten. Nach einer Netzübernahme von der EWE AG könnte das Stadtwerk Verteilnetzbetreiber werden.

#### Ladestation für E-Fahrzeuge
2018 nahm Enercon den Schnellladestation-Prototyp E-Charger 600 in Aurich-Sandhorst in Betrieb. Der E-Charger 600 ermöglicht das schnelle Laden von E-Autos mit bis zu 350 kW.

## Kritik

### Behinderung gewerkschaftlicher Aktivitäten
Arbeitnehmervertretungen wurden häufig in ihrer Tätigkeit blockiert oder behindert. Wobben selbst verwehrte Gewerkschaftern den Eintritt, indem er das Tor verschloss, und verhinderte 1999 die Freistellung eines Betriebsratsmitglieds, die ab dem 200. Mitarbeiter eines Betriebes vorgeschrieben ist, indem er einen Teil der Angestellten in eine dafür neu gegründete Firma ausgliederte.
Nachdem 2009, 2010, 2013 und 2014 in mehreren Tochterfirmen mit Unterstützung der IG Metall Betriebsräte gewählt worden waren, standen diese massiven Behinderungen gegenüber. Als sich einzelne Personen anonym an die Ostfriesischen Nachrichten wendeten, recherchierte diese Zeitung Details. Facharbeiter würden seit ihrem Engagement wesentlich unter Qualifikation beschäftigt und beispielsweise weniger Schichten zugeteilt bekommen, strafversetzt oder teilweise haltlos abgemahnt. Eine rechtswidrige Kündigung wurde 2014 gegenüber einem Betriebsrat ausgesprochen, der sich für Leiharbeiter einsetzte, damit diese für sie notwendige Schulungen nicht unbezahlt während ihrer Freizeit absolvieren mussten. Das führte zu einem weitreichenden Echo, mit der Solidaritätsaktion „Betroffen ist einer, gemeint sind wir alle!“ unterstützen 160 Betriebsratsmitglieder Nils-Holger Böttger. In der Ausgabe 4/2014 des Windblatts äußerten sich anschließend elf Betriebsräte öffentlich gegen die Vorwürfe der IG Metall.